# مقابلة وجيزة (فلم 1945)
مقابلة وجيزة (بالإنجليزية: Brief Encounter) فيلم درامي رومانسي بريطاني لعام 1945 أخرجه ديفيد لين من سيناريو كتبه نويل كوارد، استنادًا إلى مسرحية «الحياة الساكنة Still Life» من فصل واحد عام 1936. الفيلم من تمثيل النجوم سيليا جونسون وتريفور هوارد. يروي الفيلم علاقة عاطفية نشأت في إنجلترا قبل وقت قصير من الحرب العالمية الثانية. بطلة الرواية هي لورا، المرأة المتزوجة والأم، تصبح حياتها التقليدية معقدة بشكل متزايد بعد لقاء صدفة في محطة سكة حديد مع شخص غريب متزوج، حيث تقع في حبه.
عرض الفيلم لأول مرة في لندن في 13 نوفمبر 1945، وتم إصداره لدور العرض في 25 نوفمبر، وأثار موجة نقدية واسعة النطاق. حصل الفيلم على ثلاثة ترشيحات في حفل توزيع جوائز الأوسكار التاسع عشر، لأفضل مخرج، وأفضل ممثلة، وأفضل سيناريو مقتبس.
يتم الاستشهاد بالفيلم على نطاق واسع من نقاد السينما والمؤرخين والعلماء باعتباره أحد أعظم الأفلام في كل العصور. صنفه معهد الفيلم البريطاني في عام 1999، على أنه ثاني أعظم فيلم بريطاني في كل العصور. أظهر استطلاع للرأي في عام 2017، شمل 150 ممثلًا ومخرجًا وكاتبًا ومنتجاً وناقدًا لمجلة «تايم أوت» أن فيلم «مقابلة وجيزة» احتل المرتبة الثانية عشرة كأفضل فيلم بريطاني على الإطلاق.

## طاقم التمثيل
- سيليا جونسون: في دور لورا جيسون
- تريفور هوارد: في دور الدكتور أليك هارفي
- ستانلي هولواي: في دور ألبرت جودبي (مفتش التذاكر)
- جويس كاري: في دور ميرتل باجوت (مالكة المقهى)
- سيريل ريموند: في دور فريد جيسون
- إيفرلي جريج: في دور دوللي ميسيتير
- مارجريت بارتون: في دور بيريل والترز (مساعد غرفة الشاي)
- مارجوري مارس: في دور ماري نورتون
- فالنتين ديال: في دور ستيفن لين (صديق أليك)
- إيرين هاندل: في دور عازفة تشيلو وأرغن
- ريتشارد توماس: في دور نجل بوبي جيسون وفريد ولورا[12]

## أحداث الفيلم
تروي لورا جيسون قصتها أثناء جلوسها في المنزل مع زوجها، وهي امرأة بريطانية محترمة من الطبقة الوسطى متزوجة من زوج حنون، ولكنه ممل إلى حد ما. تذهب لورا، مثل العديد من كثيراً من النساء في ذلك الوقت، إلى بلدة مجاورة كل يوم خميس للتسوق، أو إلى السينما، أو لحضور حفل زفاف. أثناء عودتها من إحدى هذه الرحلات إلى ميلفورد، وأثناء انتظارها في محل المرطبات بمحطة السكك الحديدية، يساعدها أحد الركاب، حيث يقوم بإزالة قطعة من الحبيبات من عينها. الرجل هو أليك هارفي، وهو طبيب يعمل ممارس عام، ويعمل أيضًا يومًا واحدًا في الأسبوع كمستشار في مستشفى محلي، كلاهما في أواخر الثلاثينيات أو أوائل الأربعينيات، كما ان أليك متزوج وله أطفال.
يلتقي الاثنان بالصدفة مرة أخرى، ثم مرة ثالثة يتشاركان طاولة على الغداء، وحيث ان كلاهما يحظى بوقت فراغ، فيقرروا الذهاب إلى عرض بعد الظهر في سينما مجاورة. سرعان ما تتطور علاقتهم البريئة والعارضة إلى شيء أعمق يقترب من الخيانة الزوجية. يجتمعون علانية، ويتصادف لقائهم بأصدقاء لورا، وتنشأ الحاجة الملحوظة لخداع الآخرين. يذهبون في النهاية إلى شقة مملوكة لستيفن، صديق أليك وزميله، لكن يفاجأهم ستيفن بحضوره غير المتوقع. تذهب لورا وهي تشعر بالذل والخجل، وتهبط من السلم الخلفي إلى الشوارع، تمشي وتمشي وتجلس على مقعد لساعات وهي تدخن. تصل إلى المحطة في الوقت المناسب لتأخذ آخر قطار عائدة لبيتها. يجعلهم التحول الأخير في الأحداث يدركان أن العلاقة الغرامية معًا أمر مستحيل، ويوافقون على الانفصال لعدم الرغبة في إيذاء عائلاتهم. يعُرض على أليك وظيفة في جوهانسبرج، جنوب إفريقيا، حيث يعيش شقيقه.
يتم لقائهم الأخير في محل المرطبات بمحطة السكة الحديد، وبينما هم ينتظرون فراقًا أخيرًا يفطر القلب، تفاجئهم دوللي صديقة لورا وتفرض نفسها للانضمام إليهم وتبدأ بالثرثرة، غافلة عن بؤس الحبيبين. عندما يدركون أنهم قد سُلبوا من فرصة الوداع النهائي، يصل قطار أليك. مع استمرار دوللي في الثرثرة، يغادر أليك بدون والداع الذي طال انتظاره. يقوم أليك بمصافحة دوللي، ويضغط على كتف لورا ويغادر. تنتظر لورا لحظة، وتأمل بقلق أن يعود أليك إلى غرفة المرطبات، لكنه لم يفعل. عندما يُسمع القطار وهو ينسحب بعيدًا، تتأثر لورا، وتسمع قطارًا سريعًا يقترب، ينطلق فجأة إلى المنصة. تومض أضواء القطار على وجهها وهي تتغلب على الدافع الانتحاري. ثم تعود إلى المنزل لعائلتها، ويظهر فريد زوج لورا اللطيف والصبور وهو لا يلاحظ بعدها في الأسابيع القليلة الماضية، على الرغم من أنه إذا كان قد خمّن السبب، فإن السبب غير واضح. يشكرها على عودتها إليه، وتبكي على صدره.

## استقبال الفيلم
شباك التذاكر
كان الفيلم عامل جذب بارز في شباك التذاكر، وكان الفيلم الحادي والعشرين الأكثر شعبية في شباك التذاكر البريطاني عام 1946.
كانت هناك شكوك في أن الفيلم سيكون جماهيرياً بشكل عام. تم التصويت عليه كواحد من أعظم 10 أفلام على الإطلاق في استطلاعين منفصلين للنقاد عام 1952. حقق الفيلم نجاحًا كبيرًا في المملكة المتحدة وحقق نجاحًا كبيرًا في الولايات المتحدة حيث تم ترشيح سيليا جونسون لجائزة الأوسكار لأفضل ممثلة. حصل الفيلم على المرتبة الثانية في أفضل 100 فيلم بريطاني في عام 1999، حسب معهد الفيلم البريطاني.
يتم الإشادة بفيلم «مقابلة وجيزة» في السنوات الحالية للتصوير بالأبيض والأسود، وتصوير قطارات عصر البخار.
النقد الفني
منح موقع الطماطم الفاسدة الفيلم تقييم مقداره 91% بناء على آراء 44 ناقد سينمائي، وكتب الإجماع النقدي للموقع: «الفيلم  يضيف جوهرة صغيرة ولكن قيمة إلى أفلام المخرج دافيد لين، يصور العلاقة غير المشروعة للزوجين المحكوم عليهم منذ البداية، في أداء قوي».
منح موقع ميتاكريتيك الفيلم تقييم مقداره 92% بناء على آراء 16 ناقد سينمائي.

## الجوائز والترشيحات
1946.  مهرجان كان السينمائي، فاز الفيلم بالسعفة الذهبية
1946. المجلس الوطني للمراجعة National Board of Review : فاز كفيلم من أفضل 10 أفلام لعام
1946.  دائرة نقاد أفلام نيويورك New York Film Critics Circle : فاز بجائزة أفضل ممثلة «سيليا جونسون»
ترشح لجوائز الأوسكار 1947 لأفضل مخرج، وأفضل ممثلة، وأفضل سيناريو.

## وصلات خارجية
https://www.imdb.com/title/tt0037558/ مقابلة وجيزة (فيلم 1945)
https://www.tcm.com/tcmdb/title/69696/brief-encounter#overview مقابلة وجيزة (فيلم 1945)
https://www.allmovie.com/movie/v7121 مقابلة وجيزة (فيلم 1945)
https://www.rottentomatoes.com/m/1003094_brief_encounter مقابلة وجيزة (فيلم 1945)
http://www.screenonline.org.uk/film/id/456083/ مقابلة وجيزة (فيلم 1945)
http://www.bbc.co.uk/oxford/stage/2004/11/still_life_review.shtml مقابلة وجيزة (فيلم 1945)
https://archive.today/20100913133148/http://www.britmovie.net/British-film-Locations/brief-encounter-1945.html مقابلة وجيزة (فيلم 1945)
https://www.criterion.com/current/posts/2222--riskiest-thing-i-ever-did-notes-on-brief-encounter مقابلة وجيزة (فيلم 1945)